# Marshfield (Missouri)
Marshfield é uma cidade localizada no estado americano de Missouri, no Condado de Webster.

## Demografia
Segundo o censo americano de 2000, a sua população era de 5720 habitantes.
Em 2006, foi estimada uma população de 6987, um aumento de 1267 (22.2%).

## Geografia
De acordo com o United States Census Bureau tem uma área de
12,5 km², dos quais 12,5 km² cobertos por terra e 0,0 km² cobertos por água. Marshfield localiza-se a aproximadamente 455 m acima do nível do mar.

## Localidades na vizinhança
O diagrama seguinte representa as localidades num raio de 24 km ao redor de Marshfield.